# Indianer (Sternbild)
Der Indianer (gelegentlich auch Inder, lateinisch Indus, Indianus) ist ein Sternbild des Südhimmels.

## Beschreibung

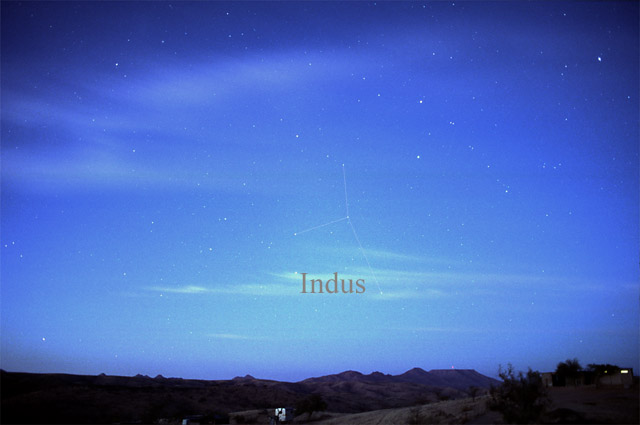
Das Sternbild Indus, wie es mit dem bloßen Auge gesehen werden kann

Der Indianer ist ein wenig ausgeprägtes Sternbild. Nur zwei seiner Sterne sind heller als die 4. Größenklasse. Man findet ihn zwischen den beiden hellsten Sternen der Sternbilder Kranich (Grus) und Pfau (Pavo).
Der Indianer ist von Europa aus nicht sichtbar. Man kann ihn nur von Standorten südlich des 16. Breitengrades vollständig beobachten.

## Geschichte
Auf der ersten niederländischen Ostindienexpedition Ende des 16. Jahrhunderts durch den Indischen Ozean hatte der Navigator Pieter Dirkszoon Keyser von dem Kartografen Petrus Plancius den Auftrag, die Positionen der hellen Sterne des Südhimmels zu vermessen, und legte dabei, unterstützt von dem Forscher Frederick de Houtman, einschließlich des Indianers – „De Indiaen“ – insgesamt zwölf neue Sternbilder fest. Plancius übernahm sie 1597/1598 erstmals auf einen Himmelsglobus, der 1600 von dem Kartograf und Verleger Jodocus Hondius veröffentlicht wurde. Auf diesem glich die illustrierende Darstellung des „Indus“ dem Bild von einem eingeborenen Südasiaten. Johann Bayer übernahm die zwölf neuen Sternbilder in seinen 1603 erschienenen Himmelsatlas Uranometria.
Auch auf anderen älteren Sternkarten, wie der von Johannes Hevelius aus dem Jahr 1690, ist der „Indus“ als ein Naturvolksangehöriger ohne Federschmuck dargestellt, mit einem Speer in der einen, und drei weiteren in der anderen Hand. Die Federhaube eines amerikanischen Indianers tauchte auf Sternkarten und Himmelsgloben erst in der 1. Hälfte des 18. Jahrhunderts auf.

## Himmelsobjekte

### Sterne
| B  | F | Namen o. andere Bezeichnungen | Vmag | Lj    | Spektralklasse     |
| -- | - | ----------------------------- | ---- | ----- | ------------------ |
| α  |   | Alpha Indi                    | 3,11 | 99    | K0 III-IV          |
| β  |   |                               | 3,65 | 578   | K1 II              |
| θ  |   |                               | 4,39 | 99    | A5 IV-V            |
| δ  |   |                               | 4,40 | 188   | F0 IV + F0 IV      |
| η  |   |                               | 4,51 | 79    | A9 IV              |
| ε  |   | Epsilon Indi                  | 4,69 | 11,87 | K5 V + T1 V + T6 V |
| ζ  |   |                               | 4,89 | 450   | K5 III             |
| ι  |   |                               | 5,06 | 498   | K1 II-III          |
| μ  |   |                               | 5,17 | 422   | K2 III             |
| ν  |   |                               | 5,29 | 93    | A3 V + F9 V        |
| ο  |   |                               | 5,52 | 531   | K2-K3 III          |
| κ2 |   |                               | 5,62 | 460   | K4 III             |
| ρ  |   | Rho Indi                      | 6,05 | 87    | G1 V Fe+0.3        |
| γ  |   |                               | 6,10 | 215   | F1 III             |
| π  |   |                               | 6,17 | 481   | A3m                |

Alpha Indi, der hellste Stern im Indianer, ist ein 99 Lichtjahre entfernter Stern der Spektralklasse K0 III-IV.
Der Name Alnair ist arabischen Ursprungs und bedeutet „der Erleuchtete“. Diesen Namen trägt auch der Stern α Gruis im Sternbild Kranich.
β Indi ist 578 Lichtjahre entfernt und gehört der Spektralklasse K1 II an.
ε Ind ist mit 11,87 Lichtjahren Entfernung einer der nächsten Nachbarn der Sonne. Er besitzt eine geringe Leuchtkraft, die nur etwa 13 % der unserer Sonne beträgt. Der Stern wird von einem leuchtschwachen Braunen Zwerg begleitet.

### Doppelsterne
| System | Vmag      | Abstand   |
| ------ | --------- | --------- |
| θ      | 4,5/6,9   | 6,7arcsec |
| κ      | 5,62/6,13 |           |

θ Indi ist ein 99 Lichtjahre entferntes Doppelsternsystem. Die beiden weiß leuchtenden Komponenten können schon mit einem kleinen Teleskop beobachtet werden.

### Veränderliche Sterne
| Stern | Größe           | Periode     | Typ                                 |
| ----- | --------------- | ----------- | ----------------------------------- |
| S Ind | 7,9m bis 17,0m  | 399,95 Tage | Mirastern                           |
| T Ind | 5,76m bis 6,47m | 272 Tage    | Halbregelmäßig veränderlicher Stern |

S Lacertae ist ein Veränderlicher Stern vom Typ Mira, dessen scheinbare Helligkeit während einer Periode von  rund 400 Tagen sehr stark zwischen 7,9 und 17,0 Größenklassen schwankt. Sein Spektraltyp ändert sich dabei von M6e-M8e II-Ib. Die Veränderlichkeit des etwa 2400 Lichtjahre entfernten Sterns wurde 1895 von Williamina Fleming entdeckt. – T Lacertae ist ein halbregelmäßiger Veränderlicher von der Untergruppe SRb. Mit einer mittleren Periode von 272 Tagen variiert seine scheinbare Helligkeit zwischen 5,76m und 6,47m. Er ist ein Kohlenstoffstern der Spektralklasse C7,2 und rund 2000 Lichtjahre von der Erde entfernt.

### NGC-Objekte
| NGC  | sonstige | Vmag | Typ     | Name |
| ---- | -------- | ---- | ------- | ---- |
| 7049 |          | 10,7 | Galaxie |      |
| 7090 |          | 10,7 | Galaxie |      |
| 7205 |          | 10,9 | Galaxie |      |

Im Indianer befinden sich die Galaxien NGC 7049, NGC 7090 und NGC 7205.